# The Apostasy
The Apostasy är det åttonde fullängdsalbumet av det polska blackened death metal-bandet Behemoth. Albumet gavs ut av Regain Records och släpptes 2 juli 2007 i Europa och i USA två veckor senare. Gästsångare på låten Inner Sanctum är Warrel Dane från det amerikanska metalbandet Nevermore. På albumet förekommer också pianospel av Leszek Możdżer, samt blåsinstrument och körsång.
All text och musik på albumet är skrivna av Adam Darski, texterna till At the Left Hand ov God och Arcana Hereticae har han skrivit tillsammans med Krzysztof Azarewicz. Albumet är mixat av Daniel Bergstrand i Dug Out Studio, Uppsala.

## Låtlista
1. "Rome 64 C.E."	- 1:25
2. "Slaying the Prophets ov Isa" - 3:23
3. "Prometherion" - 3:03
4. "At the Left Hand ov God" - 4:58
5. "Kriegsphilosophie" - 4:23
6. "Be Without Fear" - 3:17
7. "Arcana Hereticae" - 2:58
8. "Libertheme" - 4:53
9. "Inner Sanctum" - 5:01
10. "Pazuzu" - 2:36
11. "Christgrinding Avenue" - 3:51

## Banduppsättning
- Adam "Nergal" Darski - sång, gitarr, synthesizer
- Tomasz "Orion" Wróblewski - bas, sång
- Zbigniew Robert "Inferno" Promiński - trummor, percussion
- Patryk "Seth" Sztyber - gitarr, sång

### Gästmusiker
- Leszek Możdżer - piano på "Inner Sanctum"
- Warrel Dane - sång på "Inner Sanctum"
- Piotr Gluch - trumpet
- Jucek Swedrzynsky - valthorn
- Marcin Dziecielewski - trombon